# Теплопровідність вугілля
Теплопровідність вугілля (рос. теплопроводность угля, англ. heat conduction of coal,  thermoconductivity of coal; нім. Kohlenwärmeleitung f) — властивість вугільної речовини передавати тепло. Величина коефіцієнта теплопровідності вугілля визначається теплопровідністю власне вугільної речовини (λ), її пористістю (Р), зольністю (А), вологістю (W) і температурою системи (Т).

## Умови
Теплопровідність вугілля підвищується із збільшенням виходу летких речовин Vdaf і густини. Коефіцієнт теплопровідності вугілля різко збільшується з підвищенням вологості вугілля. У кам'яного вугілля при вологості 10% він зростає в 2,0-2,5 рази, у бурого вугілля таке зростання λ досягається при Wp=20-25%.
Залежність теплопровідності від пористості дуже складна. Нижньою межею теплопровідності пористого матеріалу є 0,02 Дж/(м∙с∙град.), що дорівнює теплопровідності повітря.

## Властивості
Чим більший загальний об'єм пор і чим менші їх розміри, тобто чим дрібніші пори, тим нижчий повинен бути коефіцієнт теплопровідності при тій же насипній густині.
Теплопровідність вугільних ціликів набагато вища, ніж теплопровідність дробленого вугілля. Гранулометричний склад дробленого вугілля впливає на його теплопровідність переважно тому, що при зміні його міри дроблення одночасно змінюється насипна густина.
Оскільки теплопровідність мінеральних компонентів вугілля значно вища за теплопровідність органічної маси, можна передбачити, що коефіцієнт теплопровідності вугілля повинен збільшуватися із зростанням його зольності.
Встановлено, що теплопровідність вугілля вздовж нашарування на 3-7% вища, ніж перпендикулярно нашаруванню.